# Donella de' Rossi
Donella de' Rossi (San Secondo Parmense, 1435 – post 1483) è stata una nobildonna italiana.
È ricordata per aver difeso nel 1482 la rocca di Sala Braganza contro l'attacco della famiglia paterna.

Stemma dei Rossi di Parma.

## Biografia

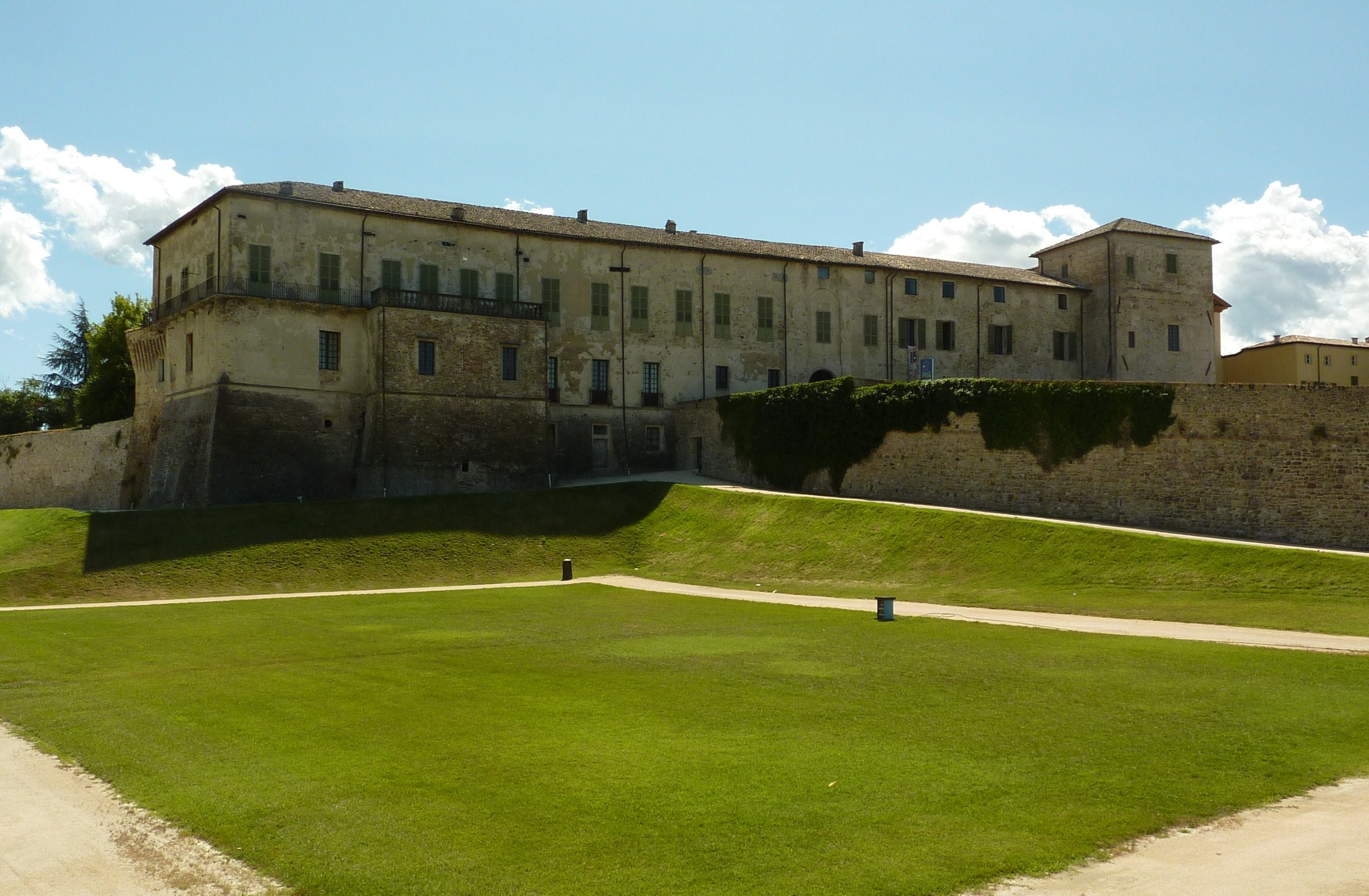
Sala Baganza, Rocca Sanvitale.

Era figlia di Pier Maria II de' Rossi conte di San Secondo e di Antonia Torelli.
Fu data in sposa nel 1454 al conte di Sala Giberto III Sanvitale, della famiglia rivale dei Rossi di Parma, e affiancò il marito in tutte le attività amministrativa e diplomatica dei feudi. Nonostante la rivalità fra la sua famiglia di origine e quella del marito, la de' Rossi cercò sempre di mantenere dei buoni rapporti, tanto che nel 1473 assegnò alcuni beni personali alla badia di Torrechiara voluta dal padre.
Nel 1477 Giberto ottenne dal duca di Milano Gian Galeazzo Sforza l'autorizzazione ad ampliare il suo palazzo e di eseguirvi importanti opere difensive, tra cui la costruzione di un ampio fossato perimetrale, che trasformano la rocca in una possente fortezza. Donella fu l'eroina che salvò la rocca quando, nel 1482, assente il marito impegnato a fianco degli Sforza, reagì ad un attacco da parte della sua famiglia. Il padre, convinto che la figlia non si sarebbe mai ribellata alla sua volontà, si sarebbe presto reso conto delle doti militari della donna, che arrivò a ferire a morte suo cugino Amuratte Torelli, alleato dei veneziani contro il duca di Milano, con un colpo di archibugio.
Morì probabilmente intorno al 1483, perché da quel momento il suo non appare più in nessun documento ufficiale

## Discendenza
Donella e Giberto ebbero due figli:
- Niccolò Maria Quirico (?-1511), uomo d'armi al servizio di Venezia;
- Bernardino (?-1495), uomo d'armi al servizio del Regno di Francia, perito nella battaglia di Fornovo;
- Barbara Maria, che intorno al 1490 sposò il conte Scipione Sacrati a Ferrara. Dalla loro unione nacque una bambina a cui fu imposto il nome della nonna materna.[5]

## Ascendenza
|                          |                   |                       | Genitori                  |  |  | Nonni |  |  | Bisnonni        |  |  | Trisnonni       |  |
|                          |                   |                       |                           |  |  |       |  |  | Bertrando Rossi |  |  | Bertrando Rossi |  |
|                          |                   |                       |                           |  |  |       |  |  | Bertrando Rossi |  |  | Bertrando Rossi |  |
|                          |                   | Sara da Camposampiero |                           |  |  |       |  |  | Bertrando Rossi |  |  |                 |  |
| Pier Maria I de' Rossi   |                   |                       |                           |  |  |       |  |  | Bertrando Rossi |  |  |                 |  |
|                          |                   | Eleonora Rossi        | Ugolino Rossi             |  |  |       |  |  |                 |  |  |                 |  |
|                          |                   | Eleonora Rossi        | Ugolino Rossi             |  |  |       |  |  |                 |  |  |                 |  |
|                          |                   | Eleonora Rossi        | Alessia Ruggeri           |  |  |       |  |  |                 |  |  |                 |  |
| Pier Maria II de' Rossi  |                   | Eleonora Rossi        |                           |  |  |       |  |  |                 |  |  |                 |  |
|                          |                   | Ugolino Cavalcabò     | Giovanni Cavalcabò        |  |  |       |  |  |                 |  |  |                 |  |
|                          |                   | Ugolino Cavalcabò     | Giovanni Cavalcabò        |  |  |       |  |  |                 |  |  |                 |  |
|                          |                   | Ugolino Cavalcabò     | …                         |  |  |       |  |  |                 |  |  |                 |  |
| Maria Giovanna Cavalcabò |                   | Ugolino Cavalcabò     |                           |  |  |       |  |  |                 |  |  |                 |  |
|                          |                   | …                     | …                         |  |  |       |  |  |                 |  |  |                 |  |
|                          |                   | …                     | …                         |  |  |       |  |  |                 |  |  |                 |  |
|                          |                   | …                     | …                         |  |  |       |  |  |                 |  |  |                 |  |
| Donella de' Rossi        |                   | …                     |                           |  |  |       |  |  |                 |  |  |                 |  |
|                          | Marsiglio Torelli | Guido I Torelli       |                           |  |  |       |  |  |                 |  |  |                 |  |
|                          | Marsiglio Torelli | Guido I Torelli       |                           |  |  |       |  |  |                 |  |  |                 |  |
|                          | Marsiglio Torelli | Eleonora Gonzaga      |                           |  |  |       |  |  |                 |  |  |                 |  |
| Guido Torelli            | Marsiglio Torelli |                       |                           |  |  |       |  |  |                 |  |  |                 |  |
|                          |                   | Elena d'Arco          | Niccolò d'Arco            |  |  |       |  |  |                 |  |  |                 |  |
|                          |                   | Elena d'Arco          | Niccolò d'Arco            |  |  |       |  |  |                 |  |  |                 |  |
|                          |                   | Elena d'Arco          | Beatrice di Castelbarco   |  |  |       |  |  |                 |  |  |                 |  |
| Antonia Torelli          |                   | Elena d'Arco          |                           |  |  |       |  |  |                 |  |  |                 |  |
|                          |                   | Antonio Visconti      | Vercellino Visconti       |  |  |       |  |  |                 |  |  |                 |  |
|                          |                   | Antonio Visconti      | Vercellino Visconti       |  |  |       |  |  |                 |  |  |                 |  |
|                          |                   | Antonio Visconti      | Margherita della Pusterla |  |  |       |  |  |                 |  |  |                 |  |
| Orsina Visconti          |                   | Antonio Visconti      |                           |  |  |       |  |  |                 |  |  |                 |  |
|                          |                   | Anastasia Carcano     | Giovanni Carcano          |  |  |       |  |  |                 |  |  |                 |  |
|                          |                   | Anastasia Carcano     | Giovanni Carcano          |  |  |       |  |  |                 |  |  |                 |  |
|                          |                   | Anastasia Carcano     | …                         |  |  |       |  |  |                 |  |  |                 |  |
|                          |                   | Anastasia Carcano     |                           |  |  |       |  |  |                 |  |  |                 |  |